# Хроностратиграфія
Хроностратиграфія (англ. chronostratigraphy, нім. Chronostratigraphie f) — розділ стратиграфії, який вивчає відносний вік і вікові співвідношення геологічних тіл.
Хроностратиграфічні підрозділи — підрозділи гірських порід, які розглядаються виключно як свідчення певних інтервалів геологічного часу. Основною одиницею вважається система і період. Інші — ярус і вік, відділ і епоха, ератема і ера, хронозона. Хроностратиграфічні підрозділи широко використовуються в геологічній практиці. Вони визначаються Міжнародним стратиграфічним довідником, як сукупність гірських порід, як шаруватих, так і нешаруватих, які сформувалися протягом певного інтервалу геологічного часу. Термін інколи вважається зайвим, так як будь-який виділений стратиграфічний підрозділ є одночасно і «хроностратиграфічним».